# Attraction Látványszínház
Az Attraction Látványszínház Produkció nevű együttest Szűcs Zoltán, a Hip Hop Boyz együttes korábbi tagja hozta létre 2004-ben. A Csillag születik című műsorban mutatkozott be az együttes, nagy sikerrel, azonban a valódi népszerűséget és elismerést az angol tehetségkutató - Britain's Got Talent - 2013 megnyerése hozta el számukra.

## Produkciói
Az Attraction árnyékszínházat 2004-ben alapították. Szűcs Zoltán az Attraction Látványszínház Produkció alkotója és vezetője. A társulat 12 főből áll, tagjai között a táncműfaj széles skáláját művelő előadóművészeket találhatunk: kortárs táncművészek, modern- és népi táncművészek, balett művészek, hiphop, electric boogie, break táncosok és zsonglőrök dolgoznak a jelenetek színvonalas megjelenítéséért. A képi megjelenítés és a zenei hangzás összhangja, az eszközök, formák, díszletek használatának többéves gyakorlata és tapasztalata, a testtudat és a társas toleranciával való együttműködése együttesen nyújtja a produkció varázslatosságát.

### Fekete Színház (Black Theatre)
A kezdetekben a fekete színházban bontakozott ki a csapat és kezdett el alkotni.
2007-ben fekete-fehér "Kezek és kalapok" című produkcióval indultak a hazai Csillag Születik című műsorban, azonban kiestek onnan. Azóta sok fellépés keretében bemutatkoztak, közismertség nélkül. Hazánk képviseletében vettek részt a 2010-es sanghaji világkiállításon, felléptek Törökországban és Dubajban is.
2012-ben külföldön is megpróbálták kamatoztatni tehetségüket és a Fekete színházzal indultak el a német Das Supertalent 2012 tehetségkutató versenyen és a legjobb 24 közé jutottak. Az igazi siker azonban elmaradt, bár a zsűriből Dieter Bohlen, Thomas Gottschalk és Michelle Hunziker is látta a tehetséget és lehetőséget, a közönségnél azonban nem sikerült az áttörést elérni.

### Attraction Árnyékszínház (Attraction Shadow Theatre)
Az árnyékszínház a fekete színház mellett 2008-tól jelent meg. 2011-ben az Ószövetséget idézték meg Cancúnban bemutatott műsorukkal. 2012-ben a londoni olimpia alkalmával a magyar csapat olimpiai eskütételét köszöntötték műsorukkal a Művészetek Palotájában, csak ezekről a megmozdulásaikról akkoriban nagyon kevés szó esett a magyar sajtóban.

### Britain's Got Talent
A sikertelen németországi szárnypróbálgatást követően jelentkeztek az angol tehetségkutatóba, így 2013-ban az együttes a Britain's Got Talent című vetélkedőjén indult. A műsor előválogatójában a kellékek repülőtéren történt elkeveredése miatt utolsók egyikeként léptek a zsűri elé és nyertek végül belépőt az elődöntőkre. A végső megméretésben a műsor 11 szereplője közül a legtöbb közönségszavazatot kapta és 2013. június 8-án meg is nyerték azt. Az övék volt az első külföldi produkció, ami nyert a Britain's Got Talent-en, és az a megtiszteltetés érte őket, hogy előadhatták produkciójukat az angol királyi család előtt a Royal Variety-n.
A fináléban előadott műsor  tisztelgés volt Nagy-Britannia előtt. Felvonultatásra kerültek az angol identitás jelképei, és büszkeségei Winston Churchilltől egészen a 2012. évi nyári olimpiai játékokig.
Az elődöntők során láthattak a nézők többek között egy tragikus történet, amelyet egy pár indít, akik találkoznak egy híd alatt, szerelem, házasság és egy gyerek az ő sorsuk. Az apa elmegy a háborúba, és tragikusan meghal. A záróképben az anya lányával virágot helyez el az apa sírjánál.
A műsor során bemutattak egy másik megindító történetet is. Egy anyáról szól, aki fiút szült. A fia főiskolára, egyetemre jár, majd, szerelembe esik. Az anya fia karjaiban betegségben meghal. A fiút ekkor éri a jó hír, hogy a lány terhes. A történet állítólag Szűcs Zoltán élettörténetén alapul. A zsűri széles körű dicséretét ki is érdemelte.
A műsorban Torda Katalin, Tóth Alexandra, Fehér Norbert, Lakatos Andrea, Szűcs Zoltán, Szentinek Csaba, Szabados Flóra és Kántor Janka alkotását láthatták a nézők.
Sikerüket követően Csák János magyar nagykövet telefonon keresztül élő adásban gratulált a győzteseknek és Simon Cowell zsűritagnak. Hazaérkezvén a budapesti brit nagykövet fogadta őket, majd 2013. június 17-én Áder János köztársasági elnök díszvacsorát rendezett tiszteletükre.
Az árnyékszínház 2013 novemberében fellépett a Royal Variety Performance-n, a brit királyi család előtt.
Szűcs Zoltán a sajtónak elmondta, már nem tartja a kapcsolatot a Hip Hop Boyz tagjaival, sőt fel sem hívták őt, hogy gratuláljanak.